# A Fool's Revenge
A Fool's Revenge è un cortometraggio muto del 1909 diretto da David W. Griffith che ne firma anche la sceneggiatura. Tra gli interpreti, Owen Moore, Charles Inslee, Marion Leonard.
Il soggetto è tratto dal romanzo Le Roi s'amuse di Victor Hugo (Parigi, 1832), una delle numerose versioni cinematografiche della storia che ha ispirato il Rigoletto.

## Trama
Sospettando che il duca insidi sua figlia, il buffone di corte progetta di ucciderlo. La fanciulla, venuta a conoscenza del complotto, si traveste fingendo di essere il duca per salvargli la vita.

## Produzione
Il film fu prodotto dall'American Mutoscope & Biograph.

## Distribuzione
Il copyright del film, richiesto dall'American Mutoscope and Biograph Co., fu registrato l'8 marzo 1909 con il numero H123743.
Distribuito negli Stati Uniti dall'American Mutoscope & Biograph, il film - un cortometraggio in una bobina - uscì nelle sale il 4 marzo 1909.
Non si conoscono copie ancora esistenti della pellicola che viene considerata presumibilmente perduta.